# Gustavia pulchra
Gustavia pulchra är en tvåhjärtbladig växtart som beskrevs av John Miers. Gustavia pulchra ingår i släktet Gustavia och familjen Lecythidaceae. Inga underarter finns listade i Catalogue of Life.